# チャチューンサオFC
チャチューンサオ・フットボールクラブ（タイ語: ฉะเชิงเทรา เอฟซี, 英語: Chachoengsao Football Club）は、タイ王国のチャチューンサオ県をホームタウンとするサッカークラブ。1999年（仏滅紀元2542年）創設。クラブエンブレムには闘魚（Fighting Fish）がデザインされている。

## 歴史
2006年、プロヴィンシャル・リーグとタイ・プレミアリーグ統合の動きにより、翌年はタイ・ディヴィジョン1リーグに所属を移した。2006年シーズンのプロヴィンシャル・リーグは上位2チームがプレミアリーグ、下位2チームがリージョナルリーグ・ディヴィジョン2、その他のチームがディヴィジョン1リーグに移るレギュレーションが採用された。
2009年、ディヴィジョン2リーグに地域リーグが創設されると、中部・東部地域リーグに所属した。

## タイトル

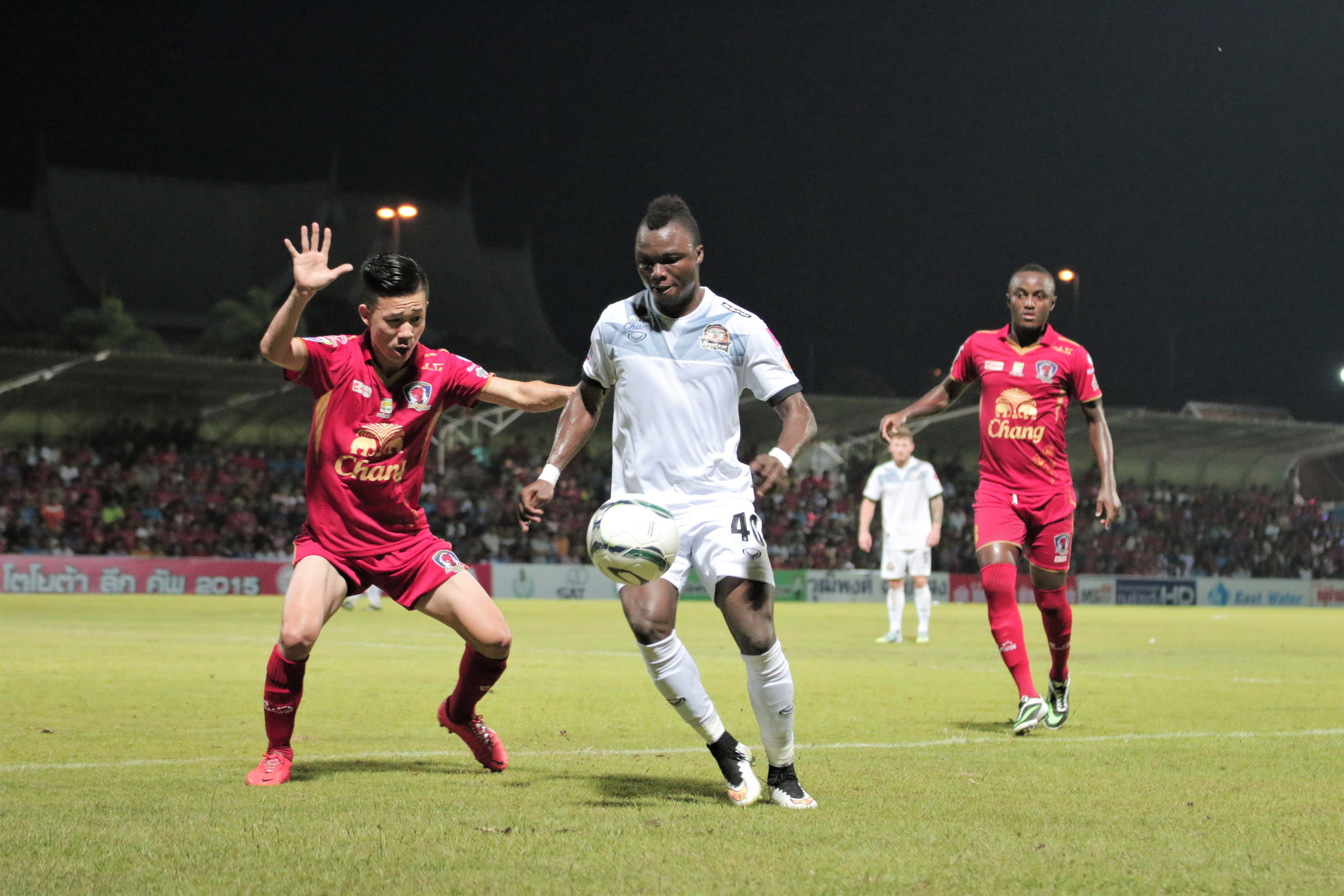
2015年の赤いユニフォーム

- なし

## 過去の成績
| シーズン | ディビジョン               | 順位 | FAカップ |
| -------- | -------------------------- | ---- | -------- |
| 2005     | プロヴィンシャル 2部       | 4位  |          |
| 2006     | プロヴィンシャル           | 14位 |          |
| 2007     | ディヴィジョン1            | 11位 |          |
| 2008     | ディヴィジョン2 グループA  | 8位  |          |
| 2009     | ディヴィジョン2 中部・東部 | 7位  | 1回戦    |
| 2010     | ディヴィジョン2 中部・東部 | 12位 | 1回戦    |
| 2011     | ディヴィジョン2 中部・東部 | 7位  |          |
| 2012     | ディヴィジョン2 中部・東部 | 12位 |          |
| 2013     | ディヴィジョン2 中部・東部 | 7位  | 2回戦    |
| 2014     | ディヴィジョン2 中部・東部 | 6位  |          |

| シーズン | ディビジョン               | 順位 | FAカップ |
| -------- | -------------------------- | ---- | -------- |
| 2015     | ディヴィジョン2 中部・東部 |      |          |

- 0シーズン - プレミアリーグ

## 歴代所属選手
- Akarawin Sawasdee 2009-2011